# Alex Lutz
Alex Lutz (Strasburgo, 24 agosto 1978) è un attore, comico e regista francese.

## Biografia
Figlio di un'insegnante di tedesco e di un impiegato assicurativo, soffre di dislessia e ottiene pessimi risultati scolastici. Si avvicina in giovane età al teatro, e ottiene il successo come comico televisivo. Successivamente debutta come attore cinematografico (nel film 11 donne a Parigi) e regista. Nel 2021 affianca Kristin Scott Thomas nel film Il quinto set.

## Filmografia

### Attore
- 11 donne a Parigi (Sous les jupes des filles), regia di Audrey Dana (2014)
- Jamais contente, regia di Emilie Deleuze (2016)
- Dr. Knock (Knock), regia di Lorraine Lévy (2018)
- Guy, attore e regista (2018)
- Il quinto set (5ème set), regia di Quentin Reynaud (2020)
- Lavoro a mano armata (Dérapages) – miniserie TV, 6 puntate (2020)
- Il materiale emotivo, regia di Sergio Castellitto (2021)
- Vortex, regia di Gaspar Noé (2021)

### Regista
- Sconosciuti per una notte (Une nuit) (2025)

## Doppiatori italiani
- Marco Vivio in 11 donne a Parigi, I Visitatori 3: Liberté, egalité, fraternité
- Roberto Gammino in Dr. Knock
- Gianfranco Miranda in Il quinto set

## Riconoscimenti
- Premio César
  - 2019: migliore attore per Guy
- Premio Lumière
  - 2019: migliore attore per Guy